# Будаково
Будаково (на македонска литературна норма: Будаково) е село в южната част на Северна Македония, в община Могила.

## География
Селото е равнинно разположено в областта Пелагония, североизточно от град Битоля. На запад от селото остава общинският център село Могила от юг почти слято със село Будаково е село Трап.

## История
В XIX век Будаково е смесено българо-турско село в Прилепска кааза на Османската империя. В „Етнография на вилаетите Адрианопол, Монастир и Салоника“, издадена в Константинопол в 1878 година и отразяваща статистиката на населението от 1873 година, Будаково (Boudakovo) е посочено като село с 37 домакинства и 97 жители мюсюлмани и 63 българи.
Според статистиката на Васил Кънчов („Македония. Етнография и статистика“) от 1900 година Будяково има 312 жители, от които 52 българи християни и 260 турци.
На Етнографската карта на Битолския вилает на Картографския институт в София от 1901 година Будаково е смесено село българи, албанци и власи в Битолската каза на Битолския санджак с 52 къщи.
В началото на XX век българското население на селото е под върховенството на Българската екзархия. По данни на секретаря на екзархията Димитър Мишев („La Macédoine et sa Population Chrétienne“) през 1905 година в Будаково има 32 българи екзархисти. Към 1906-1907 година Будаково, заедно с Радобор, Трап, Ношпал и Горно Чарлия образува енория в Пелагонийската епархия на Екзархията, с енорийски свещеник Тодор Стоянов.
По време на българското управление на Вардарска Македония през Първата световна война Будаково е част от Добрушевска община в Битолска селска околия и има 422 жители.
| Години | Северномакедонци | Албанци | Турци | Роми | Власи | Сърби | Бошняци | Други | Общо |
| ------ | ---------------- | ------- | ----- | ---- | ----- | ----- | ------- | ----- | ---- |
| 1948   | —                | —       | —     | —    | —     | —     | —       | —     | 570  |
| 1953   | 72               | —       | 582   | —    | —     | —     | ...     | 1     | 655  |
| 1961   | 210              | —       | 269   | ...  | ...   | 21    | ...     | 2     | 502  |
| 1971   | 138              | —       | 139   | —    | ...   | 1     | ...     | 1     | 279  |
| 1981   | 112              | —       | 195   | —    | —     | —     | ...     | 2     | 309  |
| 1991   | 76               | 2       | 208   | —    | —     | —     | ...     | 3     | 289  |
| 1994   | 45               | —       | 200   | —    | —     | —     | ...     | —     | 245  |
| 2002   | 44               | 3       | 200   | —    | —     | —     | —       | 1     | 248  |